# Гозе
Го́зе (нем. Gose) — пиво верхового брожения, которое зародилось в Германии. Обычно для его приготовления используется пшеничный солод, составляющий не менее 50 % от общего количества зерна в сусле. Доминирующие ароматы в гозе включают лимонную кислинку, травяной характер и сильную солоноватость (результат использования местных источников воды или добавленной соли). Гозе обычно не имеет выраженной хмелевой горечи, вкуса или аромата. Пиво обычно имеет умеренное содержание алкоголя — от 4 до 5 %. Свою характерную кислоту он приобретает благодаря инокуляции бактериями Lactobacillus.
Гозе принадлежит к тому же семейству кислых пшеничных сортов пива, которые когда-то варили по всей Северной Германии и в Нидерландах. Другие сорта этого семейства — бельгийский витбир, берлинер вайссе и ганноверский бройхан.
С развитием крафтового пивоварения производство гозе широко распространилось за пределы региона происхождения.

## История
История этого сорта, появившегося в Гарце, насчитывает более чем тысячи лет, однако сегодня гозе связан главным образом с Лейпцигом — крупнейшим городом Саксонии.
Гозе получило своё название от одноимённой реки в городе Гослар на востоке современной Нижней Саксонии, и расположенной в 160 км к западу от Лейпцига. В XI веке Гослар являлся важным коммерческим и производственным центром, и был известен своими пивоварнями.
Согласно легенде, производство гозе в Лейпциге было основано Леопольдом Ангальт-Дессаусским в 1738 году, и гозе быстро стал популярным региональным напитком. При этом однозначное распространение этого сорта пива в районе Лейпцига документально подтверждено лишь с 1824 года. Около 1900 года гозе было самым распространённым пивом города, так что Лейпциг иногда называли городом гозе (нем. Gosestadt). При этом производство в Госларе было прекращено в 1826 году.
Во второй половине XX века гозе на время уходит в забвение. Авиабомбардировки Лейпцига в декабре 1943 года и демонтаж пивоваренного оборудования в ходе репараций после окончания Второй мировой войны привели к остановке пивоварения, возобновлённого лишь в 1949 году усилиями Фридриха Вурцлера. С ликвидацией пивоварни Вурцлера в 1966 году производство гозе в Лейпциге было прекращено.
Спустя 20 лет, в 1986 году по инициативе преподавателя и дизайнера Лотара Гольдхана производство гозе по старым оригинальным рецептам было возобновлено на мощностях нем. VEB Getränkekombinat Berlin. В том же году был отреставрирован и заново открыт пивной ресторан нем. Ohne Bedenken на улице Менке (Menckestraße). В 1999 году было возобновлено традиционное производство гозе в деревне Дёльниц (Шкопау) под маркой нем. (Original) Ritterguts Gose. За этим, в 2000 году была открыта гозе-пивоварня (нем. Gosebrauerei Bayerischer Bahnhof) в здании бывшего Баварского вокзала, являющаяся на сегодняшний день одной из главных движущих сил восстановления популярности гозе в Лейпциге.
С 1993 года гозе вновь производится и в Госларе на мощностях Госларского пивоваренного завода (нем. Goslarer Brauhaus), и предлагается в многочисленных вкусовых вариантах. Госларский рецепт был перенят в 2010 году австрийской пивоварней Bierzauberei в Брунне-ам-Гебирге.

### Томатный гозе
Популярный стиль гозе, созданный в конце 2010-х годов в России — на тульской пивоварне Salden’s. Производится с добавлением сока, пюре, рассола или экстракта томата. Со стилем экспериментируют многие пивоварни, добавляя новые ингредиенты — например, базилик, чили, карри. Консистенция может отличаться: от прозрачной пивной до густой формы, сопоставимой с пакетированным томатным соком. Несмотря на то, что смесь пива и томатного сока — распространенное явление в коктейлях (прим. «Мичелада»), отличие томатного гозе в том, что томатная составляющая добавляется в пиво на стадии дображивания при производстве.

## Характеристики
Гозе — кислый эль, приготовленный из пшеничного и ячменного солода и приправленный кориандром и хмелем. Он отличается мягким, пикантным ароматом кориандра. Вкус кисловатый, со сложными нотками банана, зелёного яблока, кураги и кориандра. Цвет варьируется от тёмно-бледного до светло-жёлтого.
Гозе традиционно разливают в стеклянные цилиндрические чаши, при этом при желании может он быть подан как Berliner Weisse: с добавлением сиропа из малины или подмаренника.